# أندرو برادفيلد
أندرو برادفيلد (بالإنجليزية: Andrew Bradfield)‏ هو مهندس وعالم حاسوب نيوزيلندي، ولد في 1966، وتوفي في 21 سبتمبر 2001 بسبب ابيضاض الدم.